# Per Thorén
Per Ludvig Julius Thorén (Estocolmo, Suécia, 26 de janeiro de 1885 – Estocolmo, Suécia, 5 de janeiro de 1962) foi um patinador artístico sueco. Ele conquistou uma medalha bronze olímpica em 1908.

## Principais resultados
| Resultados                                            | Resultados       | Resultados        | Resultados        | Resultados      | Resultados        | Resultados        | Resultados        | Resultados      | Resultados    | Resultados    | Resultados    | Resultados    | Resultados    | Resultados    |
| Internacional                                         | Internacional    | Internacional     | Internacional     | Internacional   | Internacional     | Internacional     | Internacional     | Internacional   | Internacional | Internacional | Internacional | Internacional | Internacional | Internacional |
| Evento/Temporada                                      | 1903– 1904       | 1904– 1905        | 1905– 1906        | 1906– 1907      | 1907– 1908        | 1908– 1909        | 1909– 1910        | 1910– 1911      |               |               |               |               |               |               |
| ----------------------------------------------------- | ---------------- | ----------------- | ----------------- | --------------- | ----------------- | ----------------- | ----------------- | --------------- | ------------- | ------------- | ------------- | ------------- | ------------- | ------------- |
| Jogos Olímpicos                                       |                  |                   |                   |                 | Medalha de bronze |                   |                   |                 |               |               |               |               |               |               |
| Campeonato Mundial                                    |                  | Medalha de bronze | 5.º               | 4.º             |                   | Medalha de prata  | 4.º               |                 |               |               |               |               |               |               |
| Campeonato Europeu                                    |                  |                   | Medalha de bronze | 4.º             |                   | Medalha de bronze | Medalha de bronze | Medalha de ouro |               |               |               |               |               |               |
| Nacional                                              |                  |                   |                   |                 |                   |                   |                   |                 |               |               |               |               |               |               |
| Campeonato Sueco                                      | Medalha de prata | Medalha de ouro   | Medalha de prata  | Medalha de ouro | Medalha de prata  |                   |                   |                 |               |               |               |               |               |               |
|                                                       |                  |                   |                   |                 |                   |                   |                   |                 |               |               |               |               |               |               |
| Legenda: Competição não foi disputada nesta temporada |                  |                   |                   |                 |                   |                   |                   |                 |               |               |               |               |               |               |